# Teatro Nazionale Sloveno di Maribor

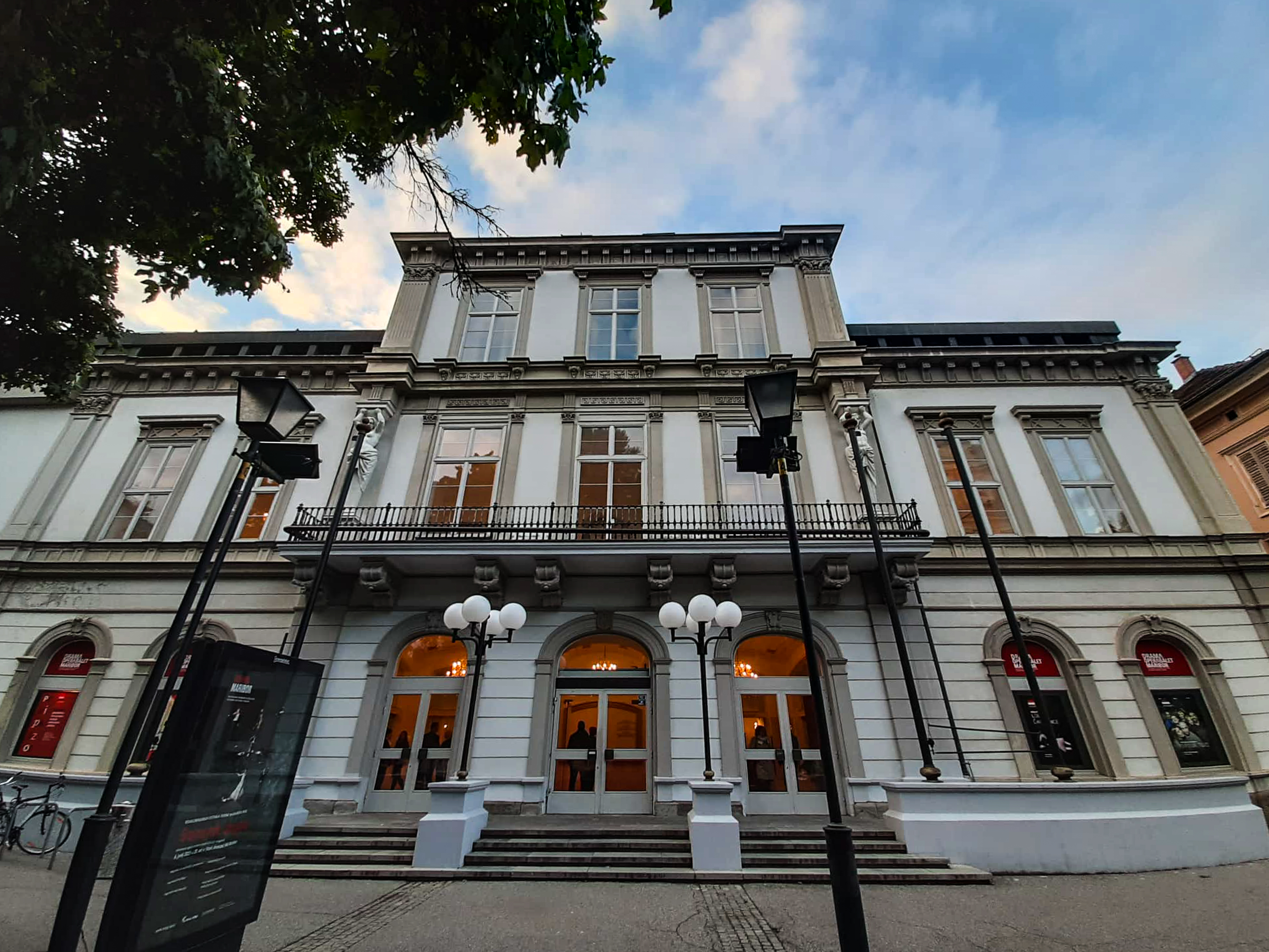
Quartier generale del Teatro Nazionale Sloveno di Maribor

Il Teatro Nazionale Sloveno di Maribor (SNG Maribor) è un teatro di Maribor, città sita nel nordest della Slovenia. Le sue rappresentazioni di drammi, opere e balleti attraggono  annualmente la più ampia audience teatrale del Paese.

## Rappresentazioni
Il teatro ospita regolarmente il Teatro Nazionale dell'Opera e del Balletto di Liubiana. Nel gennaio 2012 fu programmata la rappresentazione dell'opera di Marij Kogoj Black Masks.